# Underworld: La rebel·lió dels licantrops
Underworld: La rebel·lió dels licantrops (Underworld: Rise of the lycans en anglès) és la tercera pel·lícula de la saga Underworld i preqüela de les dues anteriors, Underworld i Underworld: Evolution. Dirigida per Patrick Tatopoulos, va ser estrenada el 23 de gener de 2009 als Estats Units i el seu argument se centra en els orígens de la guerra entre els vampirs i els licantrops.
Al desembre de 2005, el director d'Underworld: Evolution, Len Wiseman, va explicar que la saga va ser concebuda originalment com una trilogia i va anticipar que la creació d'una tercera pel·lícula dependria de la recepció per part de l'audiència de la segona entrega.
La pel·lícula ha estat doblada al català i va ser emesa per primera vegada per a TV3 el 7 de novembre de 2011.

## Repartiment i Doblatge[3]
| Actor               | Personatge | Doblatge          |
| ------------------- | ---------- | ----------------- |
| Michael Sheen       | Lucian     | Xavier Fernández  |
| Kate Beckinsale     | Selene     | Victòria Pagès    |
| Steven Mackintosh   | Tannis     | José Posada       |
| Kevin Grevioux      | Raze       | Enric Arquimbau   |
| David Aston         | Coloman    | Eduard Elias      |
| Bill Nighy          | Viktor     | Domènech Farell   |
| Elizabeth Hawthorne | Orsova     | Isabel Muntaner   |
| Jared Turner        | Xristo     | Josep Maria Mas   |
| Tania Nolan         | Luka       | Elisabet Bargalló |
| Craig Parker        | Sabas      | Marc Zanni        |
| Timothy Raby        | Janosh     | Albert Roig       |
| Larry Rew           | Kosta      | Claudi García     |
| Shane Brolly        | Kraven     | Jaume Costa       |

## Recepció
Underworld: La rebel·lió del licantrops va ser emesa en 2942 cinemes al seu dia de l'estrena (el 23 de gener de 2009) als Estats Units, i va recaptar prop més de 8 milions de dòlars, sent la pel·lícula més taquillera del que portaven d'any. Al 26 d'abril de 2009, la pel·lícula havia acumulat 45.802.315 dòlars als Estats Units i 92.100.370 dòlars a nivell mundial.
La pel·lícula va rebre principalment crítiques mixtes. Segons el lloc web agregat de la revisió Rotten Tomatoes, el gener del 2012, el 29% dels crítics van donar a la pel·lícula crítiques positives basades en 76 ressenyes. El consens diu: "Malgrat els millors esforços del seu repartiment competent, Underworld: La rebel·lió del licantrops és una prequüela indistinguible i innecessària." La major part de l'aclamació s'atribueix a l'actuació de Michael Sheen. Al lloc web Metacritic, la pel·lícula ha rebut una puntuació mitjana de 44, basat en 14 ressenyes.

## Banda sonora
| Núm. | Títol                                                | Artistes                                                        | Durada |
| ---- | ---------------------------------------------------- | --------------------------------------------------------------- | ------ |
| 1.   | «Lighten Up Francis» (JLE Dub Mix)                   | Puscifer                                                        | 4:34   |
| 2.   | «Underneath the Stars» (Renholdër Remix)             | The Cure interpretat per Maynard James Keenan, Puscifer i Milla | 3:36   |
| 3.   | «Nasty Little Perv» (Renholdër Remix)                | Perry Farrell                                                   | 2:24   |
| 4.   | «Hole in the Earth» (Renholdër Remix)                | Deftones                                                        | 3:47   |
| 5.   | «Miss Murder» (VNV Nation Remix)                     | AFI                                                             | 5:59   |
| 6.   | «Over and Out» (Renholdër Remix)                     | Alkaline Trio                                                   | 3:29   |
| 7.   | «Deathclub» (Wes Borland/Renholdër Remix)            | William Control interpretat per Matt Skiba                      | 3:51   |
| 8.   | «Board Up the House» (Renholdër Remix)               | Genghis Tron                                                    | 4:19   |
| 9.   | «Stiff Kittens» (JNRSNCHZ Blaqkout Remix)            | Blaqk Audio                                                     | 4:59   |
| 10.  | «Broken Lungs» (Legion of Doom Remix)                | Thrice                                                          | 4:48   |
| 11.  | «Today We Are All Demons» (World Mix)                | Combichrist                                                     | 4:35   |
| 12.  | «I Want You To»                                      | Black Light Burns                                               | 3:10   |
| 13.  | «Two Birds, One Stone» (Wes Borland/Renholdër Remix) | Drop Dead, Gorgeous                                             | 2:56   |
| 14.  | «Let's Burn»                                         | King Black Acid                                                 | 4:28   |
| 15.  | «Tick Tock Tomorrow» (Renholdër Remix)               | From First to Last                                              | 3:47   |
| 16.  | «Steal My Romance»                                   | Ghosts on the Radio                                             | 3:02   |